# Caesorix
Caesorix fue un líder de la tribu germánico-céltica de los cimbrios que combatió en la guerra cimbria, en la que los cimbrios consiguieron una gran victoria contra los romanos en la batalla de Arausio en 105 a. C. Fue capturado y hecho prisionero junto con Claodicus en la batalla de Vercelas en 101 a. C. El rey cimbrio, Boiorix, y el otro líder Lugius murieron durante la batalla.

### Citas
1. ↑  Tito Livio. «Periochae of Books 66-70» (en inglés). Archivado desde el original el 4 de octubre de 2018. Consultado el 1 de agosto de 2014.
2. ↑  Sampson, 2010, p. 175.